# Catedral de la Intercesión (Ojtirka)
La catedral de la Intercesión (en ucraniano: Свято-Покровський кафедральний собор) es un catedral ortodoxa ucraniana que se sitúa en Ojtirka, en el óblast de Sumy de Ucrania. El templo está bajo la jurisdicción de la eparquía de Sumy y Ojtirka y se trata de un ejemplo notable de arquitectura de estilo barroco ucraniano del siglo XVIII.   

## Geografía
La catedral está ubicada en la calle Jolodnoyarskaya 1 de Ojtirka, en el óblast de Sumy.   

## Historia
En el exterior de la fortaleza de Ojtirka se alzaba alrededor del año 1730 una pequeña iglesia de madera dedicada a la Protección e Intercesión de la Virgen María. Después de la aparición de un icono el 2 de julio de 1739, que fue llevado a la iglesia y del que se decía que tenía poderes curativos milagrosos, la zarina rusa Isabel I inició una investigación el 26 de noviembre de 1744 y, como resultado, hizo que el icono del La Madre de Dios se declarara milagroso el 7 de noviembre de 1746. Durante los años 1743 a 1774 se le atribuyeron 324 curaciones milagrosas.
La ciudad hizo construir una catedral entre 1753  y 1762, que se dice que fue construida Dmitri Ujtomski según un plan de Bartolomeo Rastrelli. 
Durante la época soviética, se ubicaron aquí instalaciones de almacenamiento. 
En 1991 volvió a estar bajo la dirección de la Iglesia ortodoxa ucraniana y el 6 de abril se hizo el primer servicio religioso tras la caída de la Unión Soviética. En la década de 1990 también se llevaron a cabo trabajos de restauración que duraron hasta 2001 y en 2007 fue nombrada una de las Siete Maravillas del óblast de Sumy.

## Arquitectura
El estilo de la catedral es un barroco ucraniano tardío y consta de tres partes: la parte central forma un gran octógono, dentro del cual cuatro pilares cuadrados con arcos de soporte y pechinas planas sostienen la cúpula principal. Las otras partes son el presbiterio cuadrado y la parte occidental, destinada a las mujeres. Todas las cúpulas está iluminadas y el interior tiene elementos de estuco de formas vegetales y de rocalla. El templo es considerado un monumento único del barroco ucraniano por su planta y la originalidad del interior, abierto hacia arriba.
Las fachadas están estructuradas por pilastras rústicas. La entrada principal está resaltada por un pórtico de cuatro columnas y sobre él hay bajorrelieves con figuras de arcángeles. El campanario de la catedral está construido en tres niveles y decorado con estatuas que datan de 1783.      

## Galería

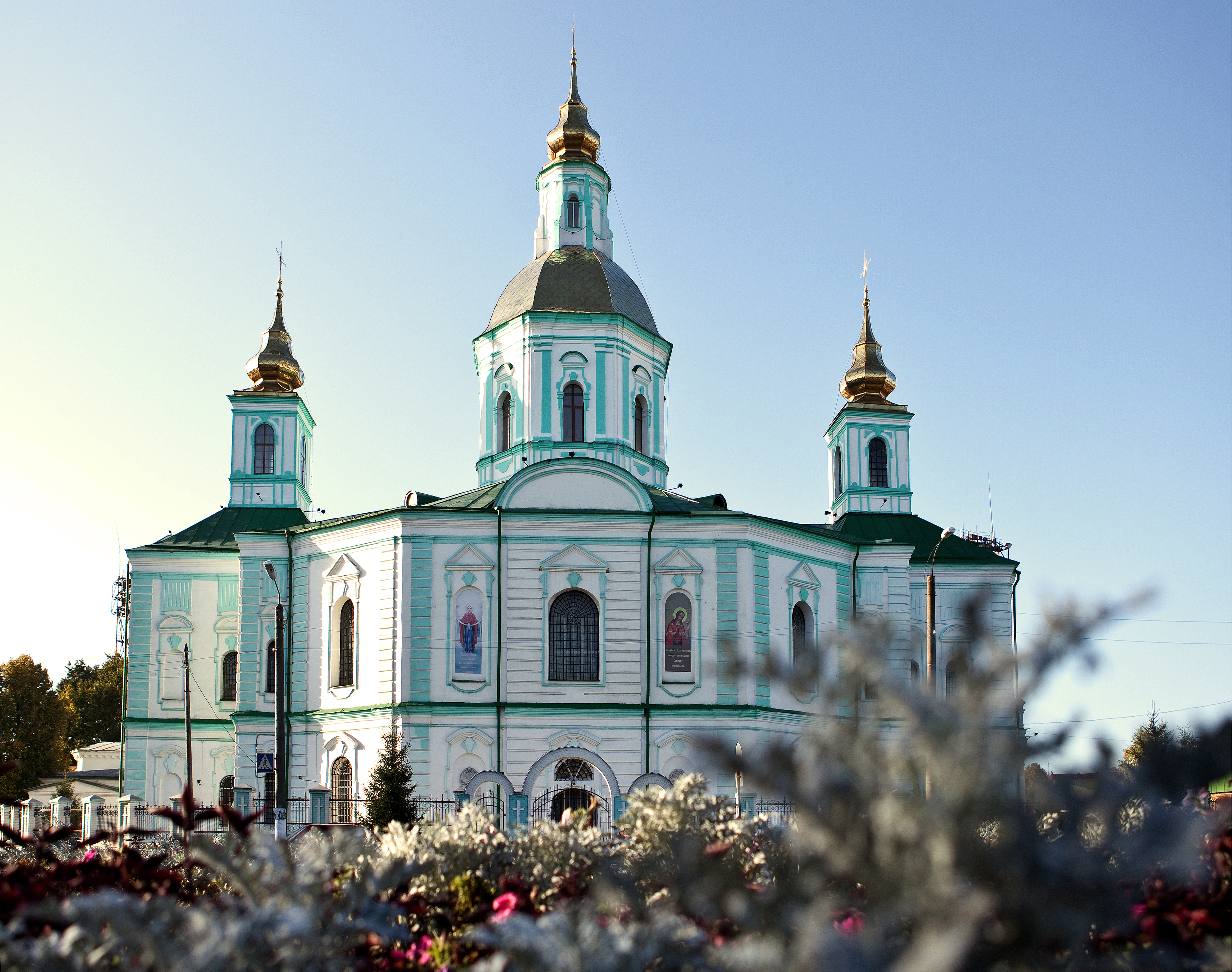
Fachada
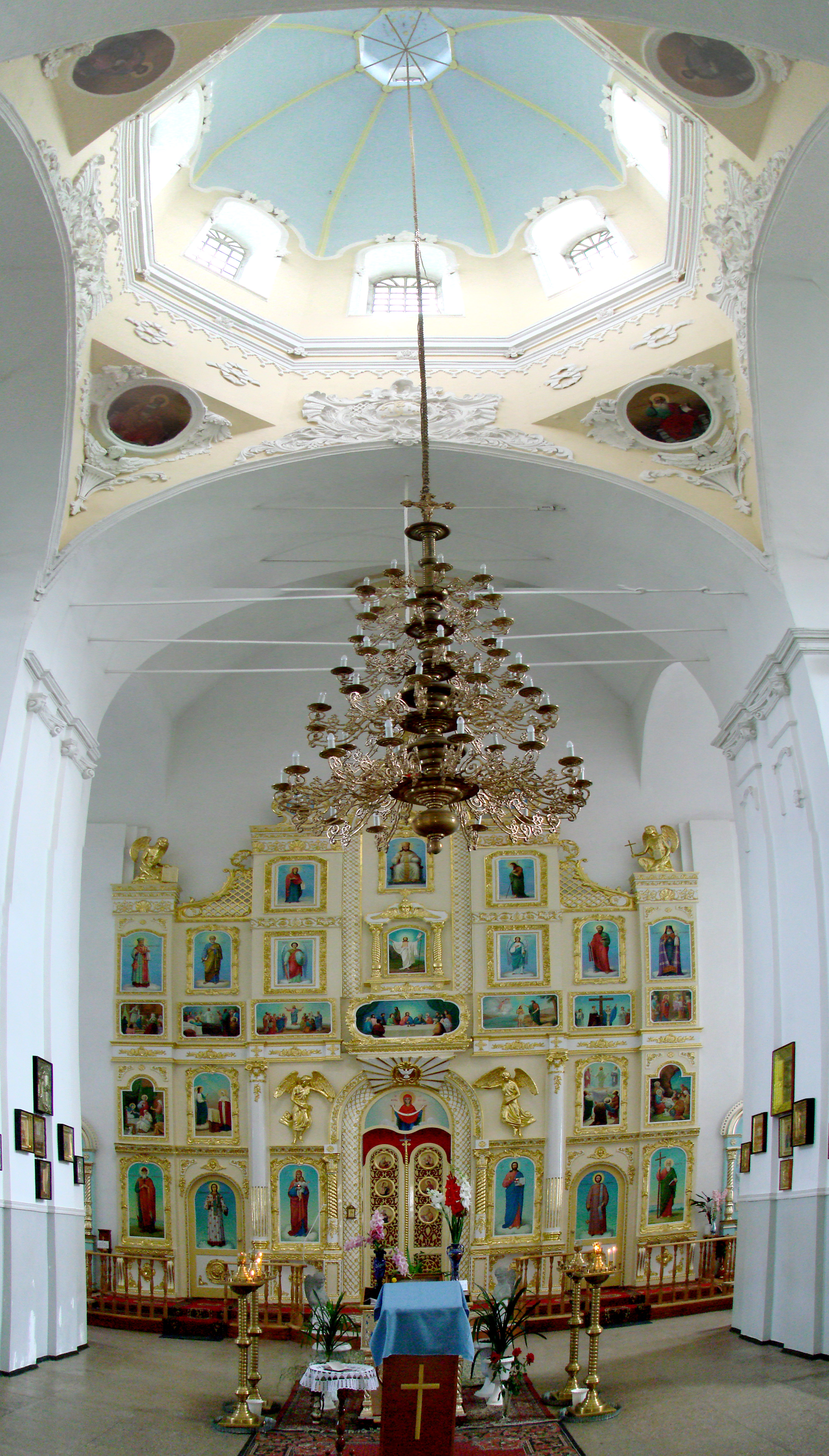
Iconostasio y parte de la cúpula
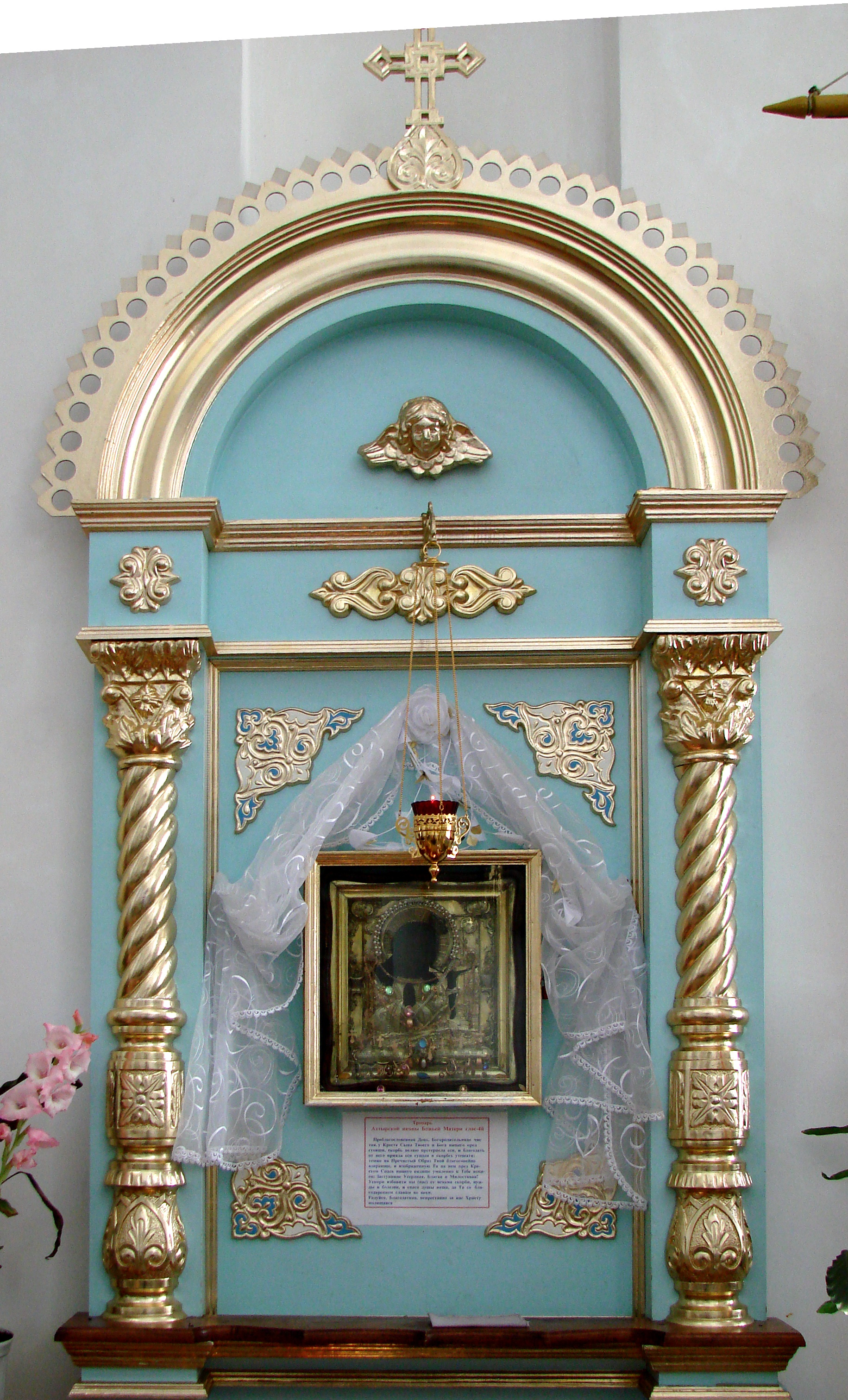
Iconos del interior de la iglesia